# Juan María Thomas Sabater
Juan María Thomas Sabater (Palma de Mallorca, 7 de diciembre de 1896 - Palma de Mallorca, 4 de mayo de 1966) fue compositor, organista y maestro de capilla español.

## Vida
Estudió en Barcelona con Domingo Mas y Serracant y Eusebio Daniel, y en París con Jean Huré, el gran musicógrafo y organista de San Agustín. En 1914, a los diecinueve años, fue nombrado organista suplente de la Catedral de Palma de Mallorca. Acabados los estudios musicales, que simultaneó con los de la carrera eclesiástica, comenzó la publicación de obras para órgano en Música Sacro-Hispana, siendo presentado con tonos elogiosos por el maestro Eduardo Torres. Después se dedicó a trabajos de crítica y musicología, colaborando en diversas revistas de Inglaterra, Alemania, Francia y Estados Unidos.
En 1926 fue nombrado representante del Musical Digest. El mismo año creó la Asociació Bach per la música antiga i contemporània, con el fin de divulgar todo tipo de música, especialmente la contemporánea. También fue el impulsor de unos festivales dedicados a Chopin que, entre 1930 y 1936, llevaron a Mallorca algunas de las personalidades musicales más relevantes del momento. En 1931 fundó la Capilla Clásica, con la que dio conciertos por toda la península Ibérica y para la que Falla, amigo suyo, escribió la Balada de Mallorca.
Como organista, Juan María Thomas dio numerosos conciertos a partir de 1926, en los que inauguró el gran órgano reformado de la catedral de Ciudad de Palma, dando primera audiciones en la isla de las grandes obras de órgano de Johann Sebastian Bach, César Franck, Mendelssohn, etc. También actuó en Barcelona, París, San Sebastián y Valencia. Como musicógrafo y conferenciante se dio a conocer en Barcelona, donde en 1929 tomó parte, junto con la pianista Blanca Selva, en el memorable ciclo conmemorativo del centenario del Romanticismo.
Posteriormente presentó en el Congreso Internacional de Musicología, celebrado en 1936 en Barcelona, una comunicación con aportaciones inéditas a la historia de la organología española del siglo XVIII . En 1934 fue nombrado profesor de estética e historia de la música del Conservatorio y miembro de la Academia provincial de Bellas Artes de Palma de Mallorca. Tres años antes Juan María Thomas había fundado la obra a la que dedicó la mayor parte de sus múltiples actividades: la Capilla Clásica de Mallorca, entidad coral que, bajo su dirección, alcanzó un gran prestigio artístico desde su primer concierto celebrado en el segundo Festival Internacional de Valldemosa alternando con el pianista Arthur Rubinstein. Más tarde, y en otro festival, la Capella fue acompañada por otro gran pianista, Alfred Cortot.
Entre los maestros que accidentalmente fueron alternando con Juan María Thomas en la dirección de su coro figuraron Enrique Fernández Arbós y Manuel de Falla, quien, después de haber dirigido la Capilla en una magnífica versión suya del Ave Maria de Victoria, aceptó el título de director honorario de esta formación, a la que dedicó su Balada de Mallorca, versión coral inédita de un fragmento de Chopin elaborado por el compositor español.
De forma complementaria a su dedicación a tareas de director, profesor y musicógrafo, ejerció la composición. Su producción comprende más de un centenar de obras, la mayoría obras corales, pero también obras para piano, órgano, guitarra y para canto y piano.

## Obra
La obra de Thomas, editada en España, Francia y Estados Unidos, se puede clasificar en tres grupos: instrumental, coral y vocal-intrumental. Sus composiciones corales se consideran entre las mejores de entre los compositores españoles del siglo XX, aunque muestran una gran dificultad interpretativa y técnica.
Obra coral, con y sin acompañamiento:
- Cánticos de mayo a la Virgen (1918)
- Adeste fideles (1919)
- Campanas sobre el mar (1936)
- Dípticos (1944)
- Mass ‘Ex ore infantium’ (1952)
- Villancicos españoles para un nacimiento barroco (1953)
- Festival de Bellver (1953)
- Cantata de Santa María (1954)
- Partita super ‘Salve regina’ (1956)
- Homenaje a Juan Ramón y a Zenobia (1957)
- Salve Regina (1960)

Obra para órgano y piano solos:
- Magnificat (1919)
- Noël triste (1936)
- Rosetón (1939)
- Canticum de Archa Noe (1951)
- Le clavecin voyageur (1952)